# مردم میائو
مردم میائو (انگلیسی: Miao people) یک گروه قومی متعلق به جنوب چین هستند که به عنوان یکی از ۵۵ گروه اقلیت‌های رسمی توسط دولت چین به رسمیت شناخته شده‌است. میائو یک اصطلاح چینی است و هیچ گروهی از مردم خود را با این نام شناسایی نمی‌کنند و شامل گروه‌های قومی (با برخی املاهای مختلف) همونگ، هموب،  زانگ (کو-زیانگ) و آ-هامو می‌شود.

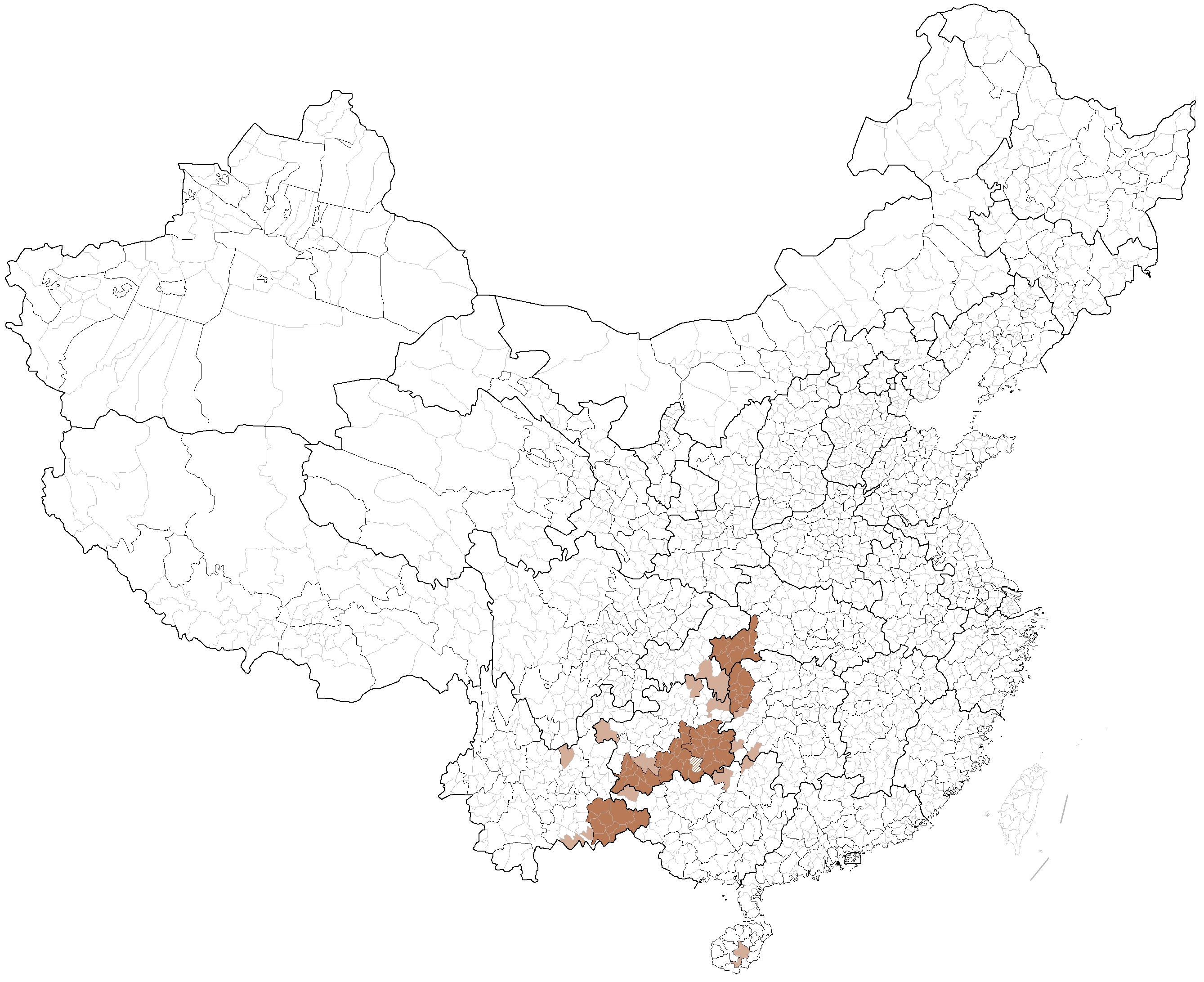
نقشه مناطق، ولایات، و شهرستان‌های خودمختار برای مردم میائو
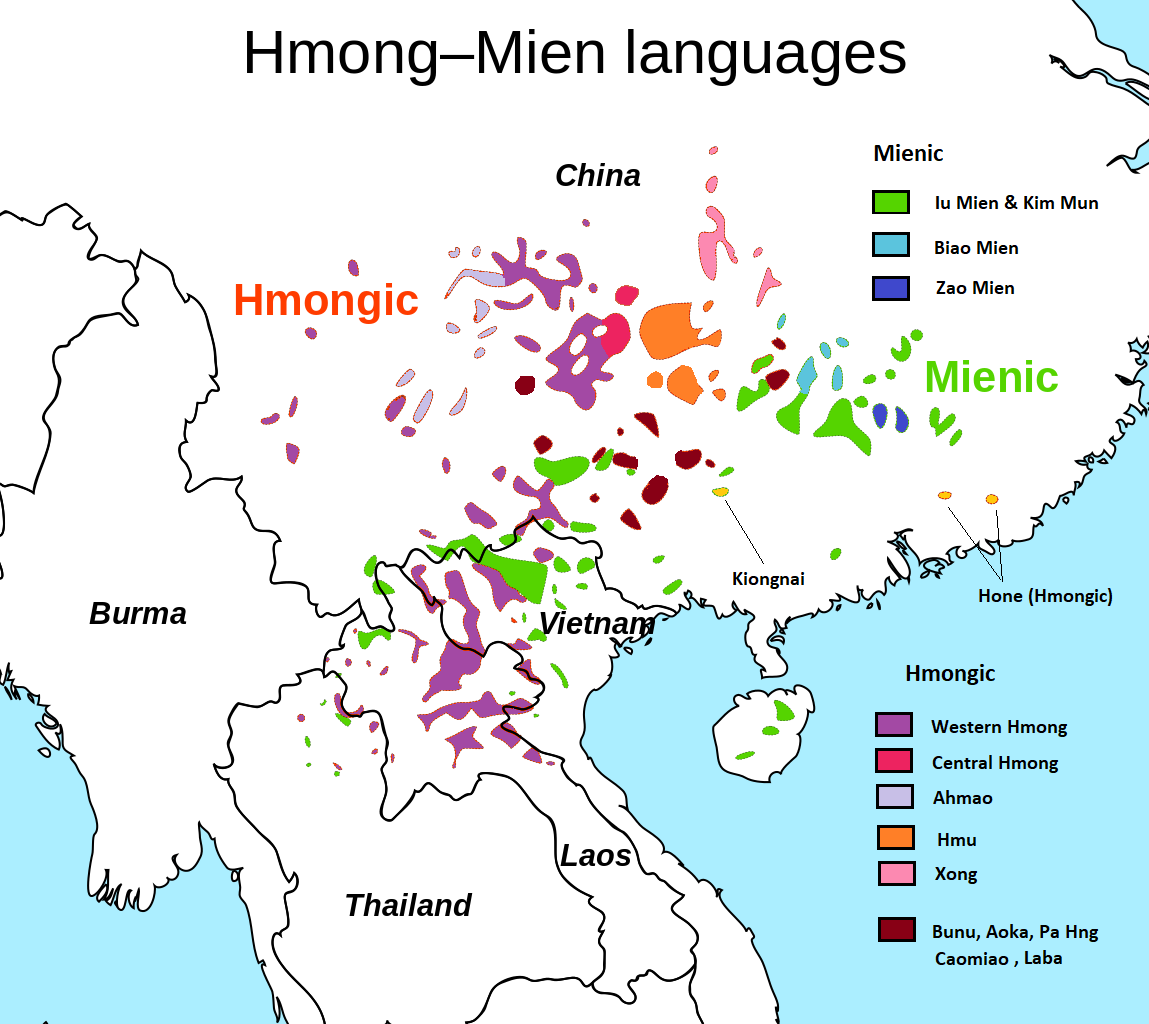
نقشه پراکندگی زبان‌ها و لهجه‌های هْمونگ-میائو

## نگارخانه

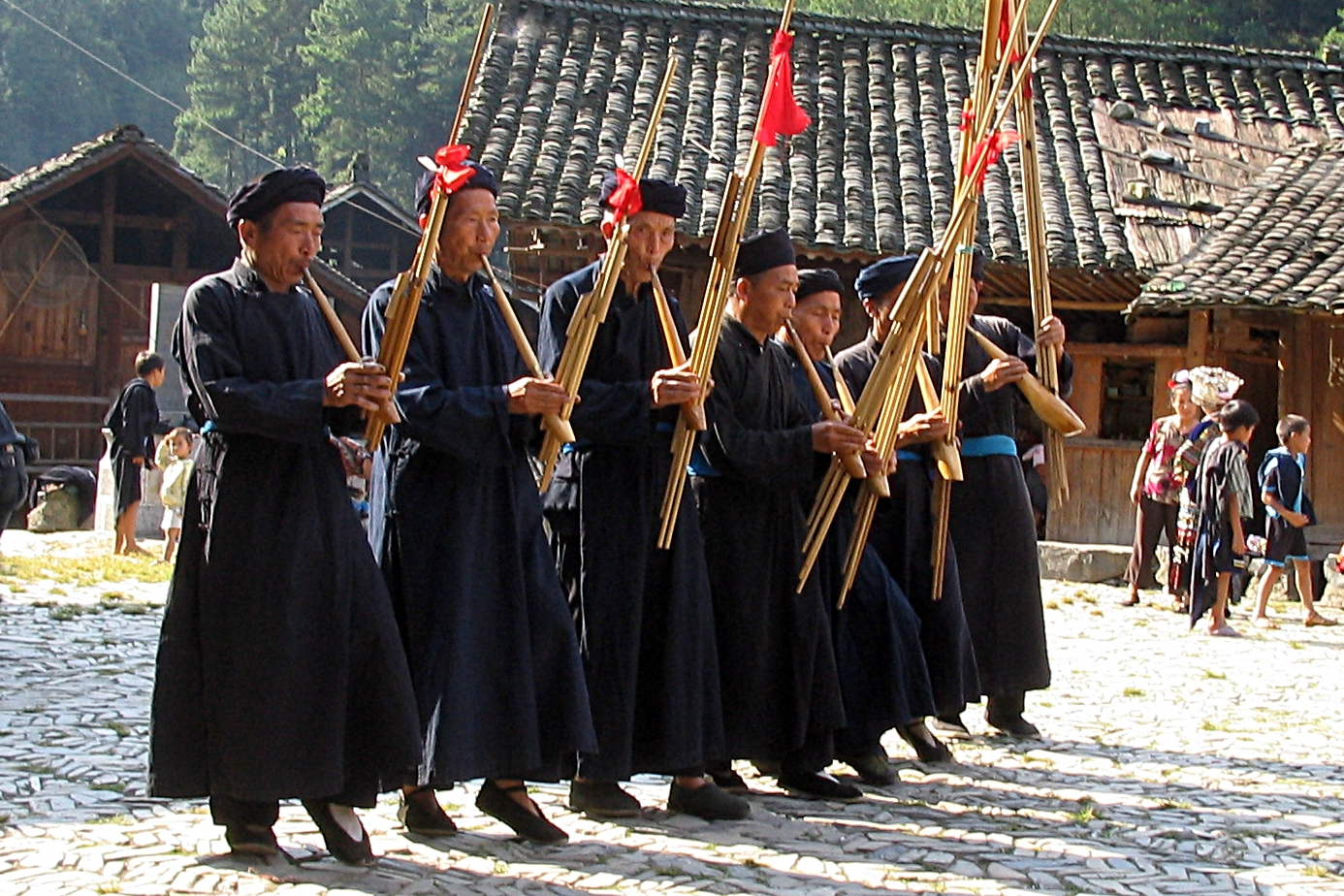
نوازندگان میائو از روستای قومی لانگد میائو در گوئیژو.
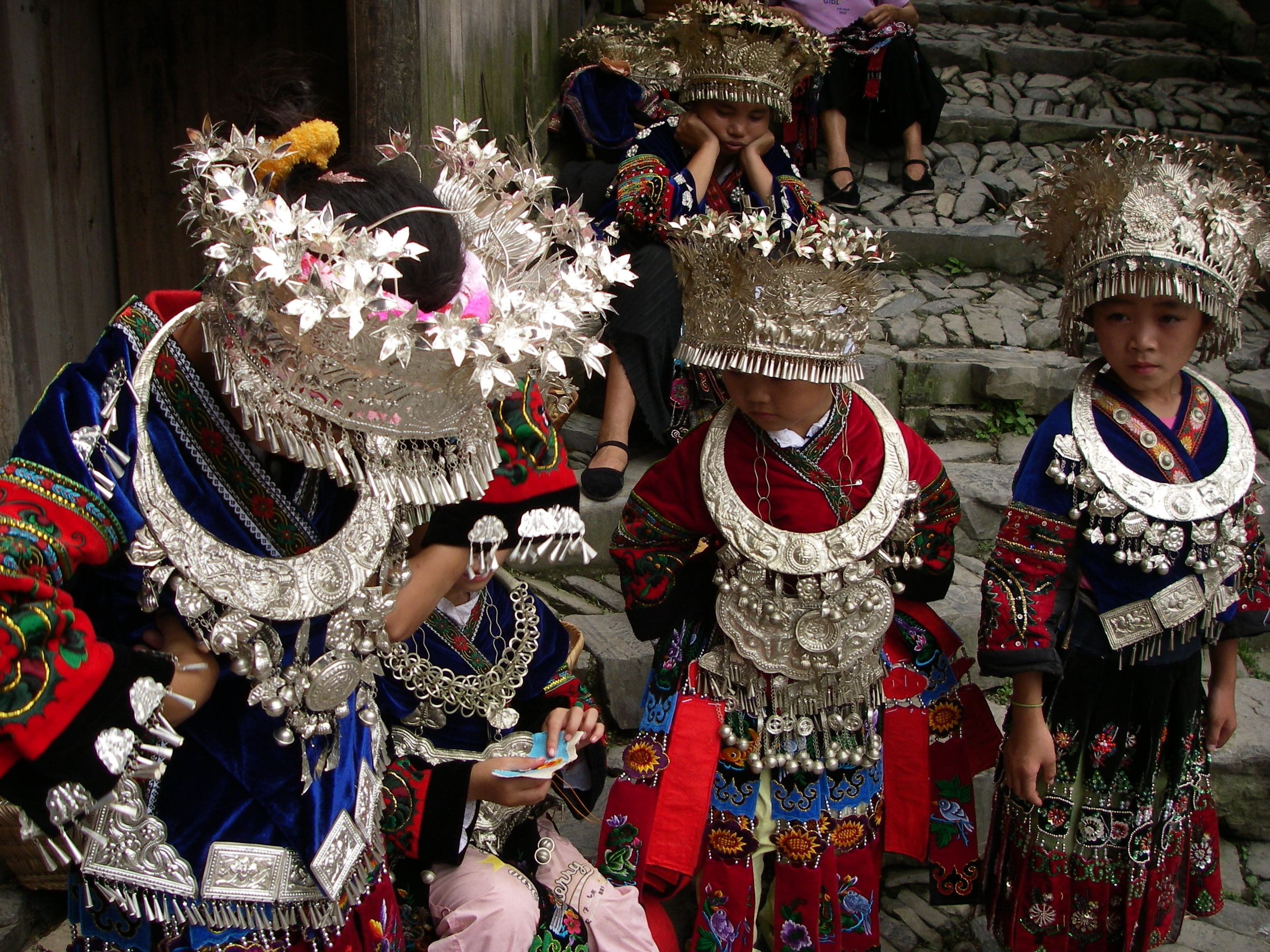
دختران میائو از روستای قومی لانگد میائو در گوئیژو در انتظار نوبت خود برای اجرای نقش.
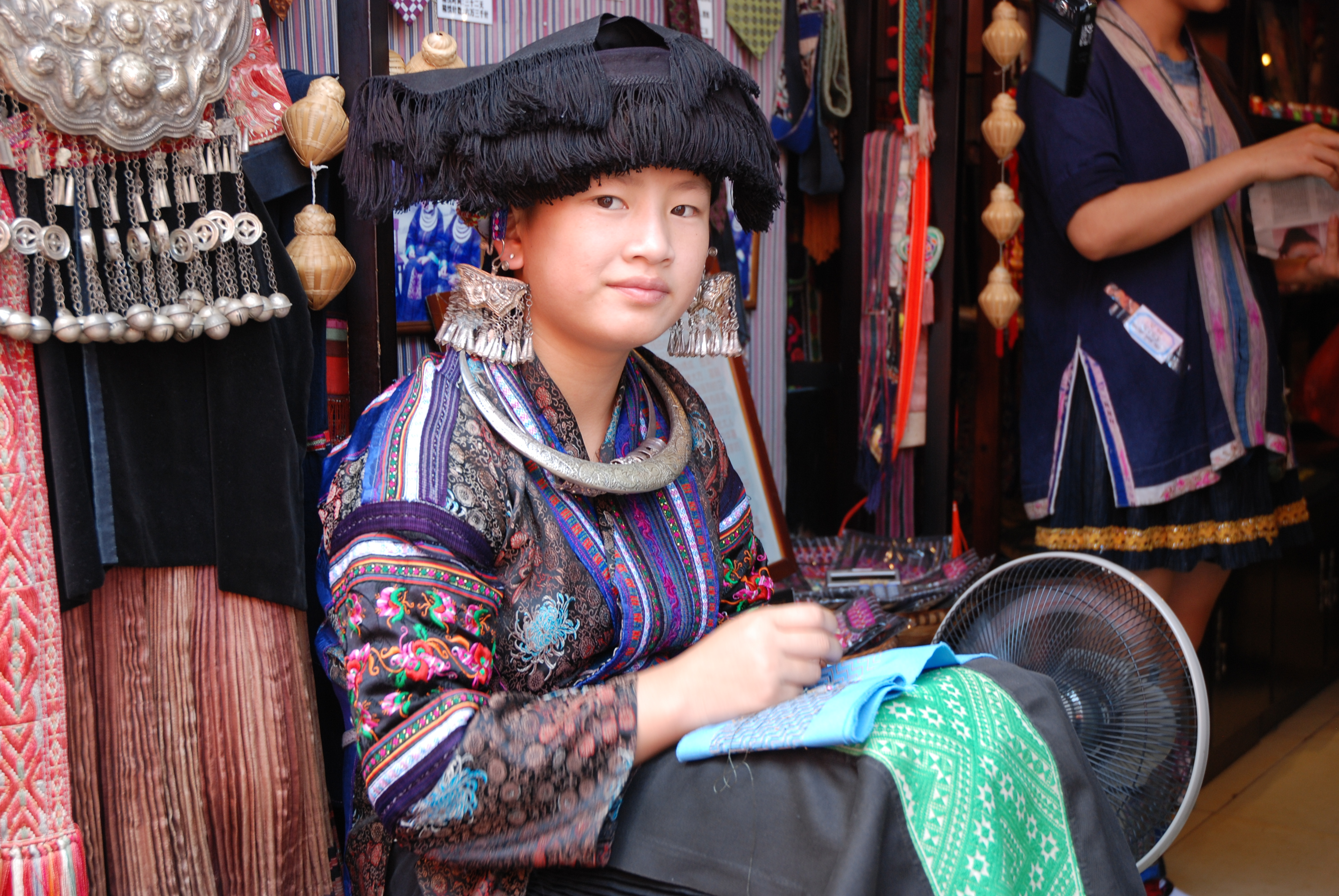
زن جوان میائو در شهرستان ینگشوو.